# Robert Wierinck
Robert Wierinck souvent orthographié Wierinckx, né le 12 avril 1915 à Ixelles et mort le 29 décembre 2002 à Rixensart, est un coureur cycliste belge. Professionnel de 1934 à 1939, il a notamment remporté une étape du Tour de France 1936.

## Palmarès
- 1934
  - Bruxelles-Luxembourg-Mondorf :
    - Classement général
    - 1re étape

  - Tour de Belgique indépendants :
    - Classement général
    - 7e étape

  - Circuit de l'Ouest
- 1935
  - 3e du Grand Prix de Fourmies
- 1936
  - 2e étape du Tour de France
  - 2e du Tour de Belgique
- 1937
  - Circuit du Morbihan :
    - Classement général
    - 1re étape

  - 3e de Paris-Belfort
- 1938
  - 3e, 6e et 10e étapes du Tour d'Allemagne
- 1939
  - Bruxelles-Ans
  - Bruxelles-Liège
  - 7e de Paris-Roubaix

## Résultats sur le Tour de France
2 participations 
- 1936 : abandon (15e étape), vainqueur de la 2e étape
- 1937 : non-partant (17ea étape)